# Fundación de San Lucas Evangelista
La Fundación Sant Lluc Evangelista (Fundación de San Lucas Evangelista), fue fundada en el año 1952, en Barcelona, por Ramón Roca Puig (1906–2001), papirólogo español y sacerdote de Cataluña, que viajó varias veces al Oriente de (Egipto y Palestina), en donde adquirió  importantes manuscritos antiguos. 
La colección contiene obras de autores antiguos, como: Homero (la Ilíada y la Odisea), Ptolomeo, escritas en papiro en forma de rollo, manuscritos bíblicos en idioma griego y Copto del siglo III y IV, escritos en forma de códice, y algunos escritos cristianos antiguos.

## Manuscritos bíblicos en griego en la colección
- Papiro 64
- Papiro 80
- Uncial 0252
- Uncial 0267
- Uncial 0298